# Otto Spülbeck

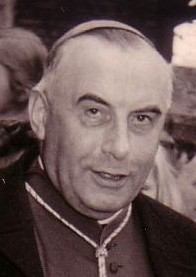
Bischof Otto Spülbeck

Otto Spülbeck CO (* 8. Januar 1904 in Aachen; † 21. Juni 1970 in Mittweida) war von 1958 bis zu seinem Tod Bischof des katholischen Bistums Meißen. Er nahm am Zweiten Vatikanischen Konzil teil und suchte dessen Beschlüsse mittels einer Diözesansynode im eigenen Bistum umzusetzen.

## Ausbildung und Werdegang
Otto Spülbeck wurde als Sohn einer Arztfamilie geboren. Nach der Schulzeit studierte er von 1923 bis 1924 zunächst Naturwissenschaften in Bonn, suchte aber dort bereits Kontakt zu Theologieprofessoren. Von 1924 bis 1927 studierte Spülbeck in Innsbruck Theologie und Philosophie. 1927 wurde er zum Dr. phil. promoviert. Er entschied sich, Seelsorger in der Diaspora zu werden und trat nach dem Abschluss des Theologiestudiums in Tübingen deshalb 1929 in das Priesterseminar des Bistums Meißen in Schmochtitz ein.
Nach seiner Priesterweihe am 5. April 1930 war Spülbeck bis 1937 Kaplan in Chemnitz und in Leipzig. Wegen des im Bistum Meißen herrschenden Priestermangels verweigerte ihm das Ordinariat in Bautzen den Eintritt in das Leipziger Oratorium. Gleichwohl orientierte sich Spülbeck bei seiner Arbeit an den Auffassungen der Oratorianer. So führte er, nachdem er 1937 zum Pfarrer der Pfarrei St. Laurentius in Leipzig-Reudnitz bestellt worden war, dort Jugendmessen ein, die er zum großen Teil in deutscher Sprache und „versus populum“ feierte, d. h. den Gläubigen zugewandt, an einem eigens aufgestellten freistehenden Altartisch. Damit war er an der Erprobung und Vorbereitung der liturgischen Reformen beteiligt, die später durch das Zweite Vatikanische Konzil für die ganze Kirche eingeleitet wurden.
In den letzten Tagen des Zweiten Weltkriegs wurde Spülbeck im April 1945 zum Propst von Leipzig ernannt. Seine schwierigste Aufgabe bestand darin, kirchliche Hilfe für die zahlreichen Flüchtlinge aus den ehemaligen deutschen Ostgebieten zu organisieren und die katholischen Schlesier, Ostpreußen (vor allem Ermländer), Donauschwaben usw. in die Pfarrgemeinden der sächsischen Großstadt zu integrieren. Mit den staatlichen Behörden verhandelte er erfolglos über den Wiederaufbau der zerbombten Propsteikirche. Von 1951 bis 1955 war er gleichzeitig Geschäftsführer des St.-Benno-Verlages.
Auch als Priester interessierte sich Spülbeck weiter für naturwissenschaftliche Fragen und hielt zahlreiche Vorträge zu diesem Themenbereich. Sein Anliegen war es aufzuzeigen, dass die naturwissenschaftliche Erkenntnis und der christliche Glaube einander nicht widersprechen. Aus seinen Vorträgen entstand das Buch Der Christ und das Weltbild der modernen Naturwissenschaften, dessen erste Auflage 1948 erschien.

## Bischof von Meißen
Am 28. Juni 1955 ernannte ihn Papst Pius XII. auf Vorschlag des erkrankten Bischofs Heinrich Wienken zum Koadjutor und zum Titularbischof von Christopolis. Am 25. Juli 1955 spendete ihm der Bischof von Berlin, Wilhelm Weskamm, die Bischofsweihe. Mitkonsekratoren waren Weihbischof Joseph Freusberg aus Erfurt und Weihbischof Franz Hengsbach aus Paderborn.
Drei Jahre darauf wurde er zum residierenden Bischof von Meißen ernannt und am 24. Juli 1958 im Dom zu Bautzen inthronisiert. Sein Wahlspruch lautete: Unum in veritate et laetitia („Eins in der Wahrheit und in der Freude“).
Bischof Spülbeck machte durch offene Kritik am SED-Regime und als Fürsprecher eines wiedervereinigten Deutschlands auf sich aufmerksam. Während des Kölner Katholikentags 1956 hielt er eine Predigt, die in beiden Teilen Deutschlands erhebliches Aufsehen erregte. Darin brachte er mit dem Bild vom „fremden Haus“ die grundsätzliche Verschiedenheit von Kirche und Staat in der DDR aufgrund weltanschaulicher Differenzen zum Ausdruck. Eine Zusammenarbeit von Kirche und Staat hielten Spülbeck und die übrigen ostdeutschen Bischöfe deshalb für ausgeschlossen.

„Wir leben in einem Haus, dessen Grundfesten wir nicht gebaut haben, dessen tragende Fundamente wir sogar für falsch halten. Dieses Haus bleibt uns ein fremdes Haus. Wir leben nicht nur kirchlich in der Diaspora, sondern auch staatlich.“

In einem Hirtenschreiben vom November 1956 kritisierte Spülbeck, wenn auch in vorsichtiger Form, die gewaltsame Niederschlagung des ungarischen Aufstands, die von der SED-Propaganda als Schlag gegen den „Horthy-Faschismus“ gefeiert worden war.

## Konzil und Diözesansynode

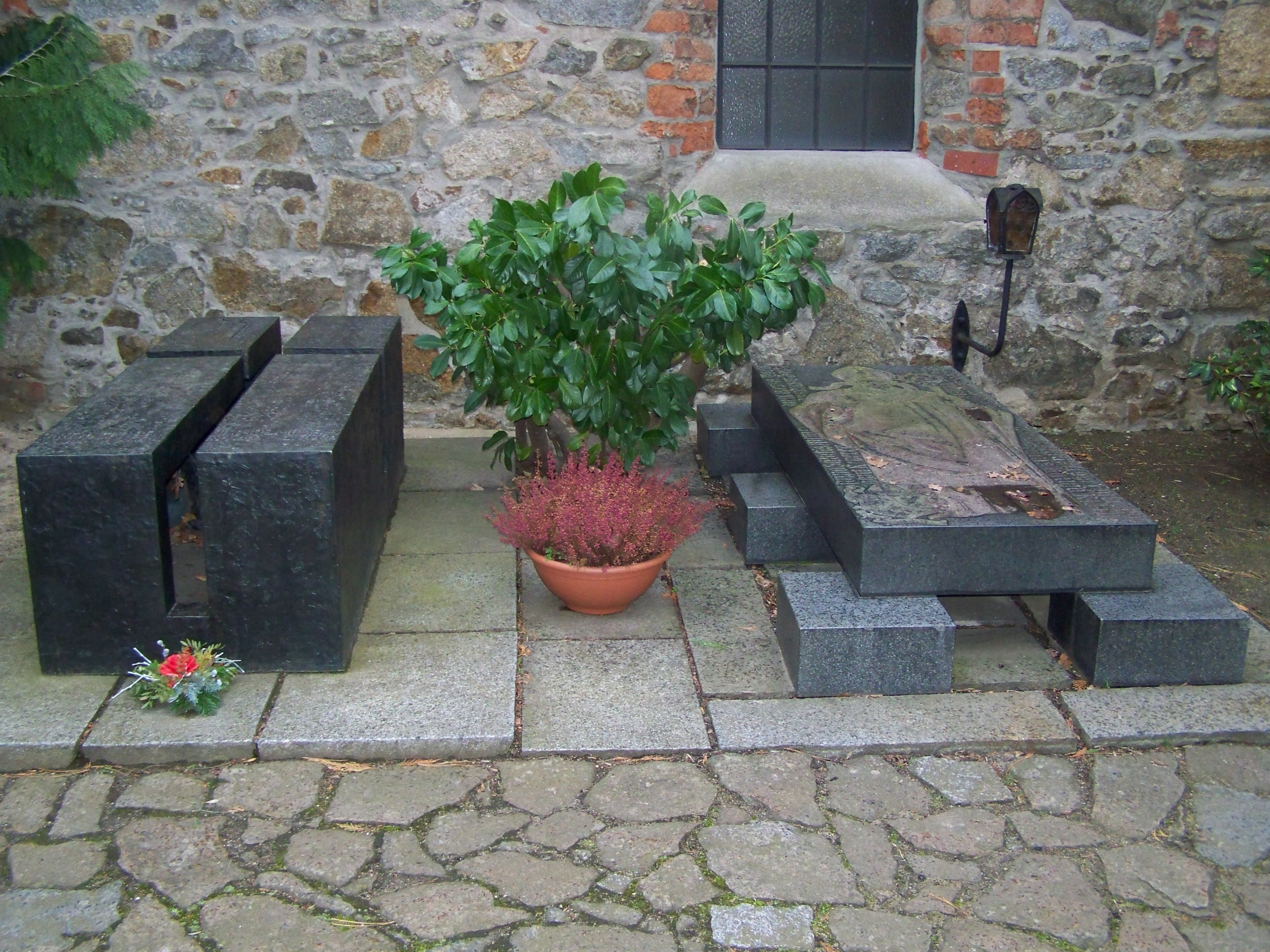
Grabstätte Dr. Otto Spülbeck in Bautzen

Von 1962 bis 1965 nahm Spülbeck am Zweiten Vatikanischen Konzil teil. Er beteiligte sich insbesondere an den Beratungen über die Konstitution über die heilige Liturgie, Sacrosanctum Concilium und war Mitglied im Consilium zur Ausführung der Liturgiekonstitution, das die Änderungen in der Liturgie und die  Neuherausgabe der liturgischen Bücher erarbeitete. Als einer der wenigen Bischöfe mit fundierten naturwissenschaftlichen Kenntnissen war Spülbeck darüber hinaus ein wichtiger Experte für die Konzilsväter, was die Stellung der Kirche hinsichtlich der exakten Wissenschaften und moderner Technik anging.
Bischof Spülbeck war weltweit einer der ersten Bischöfe, der die Beschlüsse des II. Vatikanums in seiner Diözese umzusetzen suchte. Schon 1959, drei Jahre vor dem Konzil, hatte der Bischof gegenüber den Dechanten seines Bistums sein Vorhaben angesprochen, eine Diözesansynode einzuberufen, die sich mit notwendigen Reformen im Bistum Meißen befassen sollte. Diesen Plan nahm Spülbeck 1965 wieder auf. Im August kündigte er den Priestern seines Bistums die Abhaltung einer Synode an, im Januar 1966 wurde das Kirchenvolk in einem Hirtenbrief darüber informiert. Bereits in der Vorbereitungsphase wurden die Laien in einer für die katholische Kirche neuen und ungewöhnlichen Weise intensiv an der Arbeit beteiligt. Im April 1969 erwirkte der Bischof eine päpstliche Dispens, die die Berufung von Laien als Synodalen gestattete. Im Juni schließlich versammelte sich die Meißner Diözesansynode in der Katholischen Hofkirche in Dresden zu ihrer ersten Arbeitssitzung. Bis zu seinem plötzlichen Tod im Juni 1970 konnte Spülbeck nur das I. Dekret der Synode Ziele und Aufgaben der Erneuerung des Bistums Meißen nach dem II. Vatikanischen Konzil in Kraft setzen.
Der Vorsitzende der Berliner Bischofskonferenz Alfred Kardinal Bengsch stand dem von Spülbeck und der Meißner Synode vertretenen Kirchenbild und nicht zuletzt der Aufwertung der Laien in der Kirche sehr kritisch gegenüber. Er erwog Anfang 1970, eine Untersuchung durch die römische Kurie zu veranlassen. Theologische Gutachten, u. a. von Joseph Ratzinger, bestätigten aber, dass Spülbeck auf dem Boden des kanonischen Rechts und im Geist des II. Vatikanums gehandelt hatte.
Otto Spülbeck starb auf der Heimreise von der Frauenwallfahrt in Wechselburg am 21. Juni 1970 im Pfarrhaus von Mittweida an einem Herzinfarkt. Er wurde in Bautzen auf dem Nikolaikirchhof bestattet.

## Schriften
- Der Christ und das Weltbild der modernen Naturwissenschaft. 6 Vorträge über Grenzfragen aus Physik und Biologie, Berlin 1949.
- Vom Werden des Weltalls, Berlin 1950.
- Eine katechetisch wirksame Gestaltung der Meßfeier. Ein Erfahrungsbericht, Berlin 1962.
- Zur Begegnung zwischen Naturwissenschaft und Theologie, Einsiedeln 1969.
- Grenzfragen zwischen Naturwissenschaft und Glaube, München 1970.